# Glijdend transport

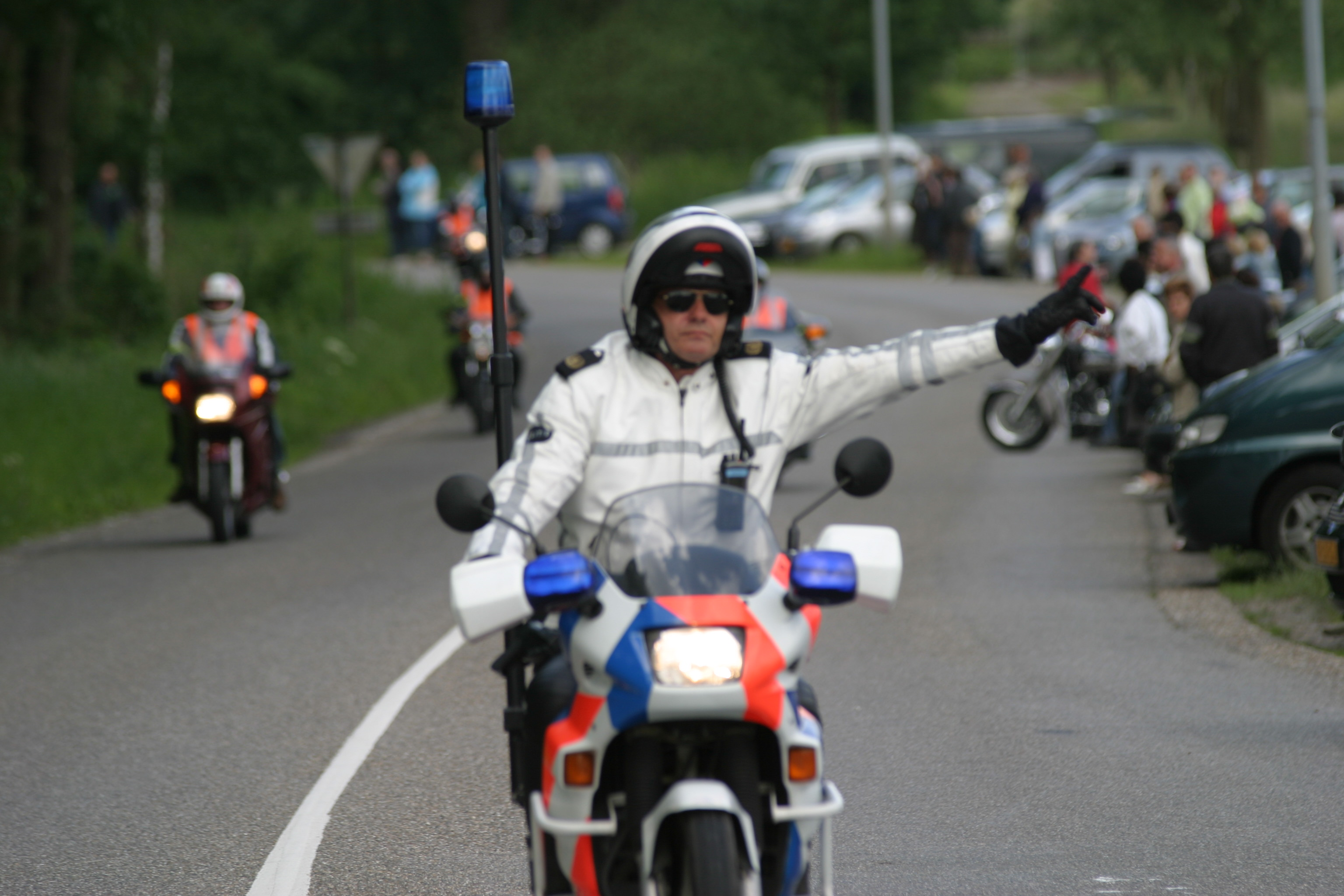
Een politie-escorte

Van glijdend transport (of glijdend vervoer) is sprake wanneer een voertuig met behulp van politiemotoren op dusdanige wijze naar de plaats van bestemming wordt  geëscorteerd, dat het voertuig niet of nauwelijks hoeft te versnellen of vertragen. Doorgaans is het te begeleiden voertuig een ambulance of vervoert het een vip.

## Werkwijze
Een glijdend transport bestaat uit minimaal drie motoren: voorop twee spitsers en daarachter de commandant. Bij een vip-transport rijden er ook één of meerdere staartrijders mee. Het is de bedoeling dat de commandant nooit de spitsers inhaalt. Het doel is namelijk om het transport voor het te begeleiden voertuig soepel en rustig te laten verlopen; voorbijrijdende politiemotoren zouden dat beeld verstoren.
SpitsersDe taak van de spitsers is het vrijmaken van de kruisingen waarover het transport zal gaan rijden. Ze rijden vooruit op de escorte en zorgen met behulp van hand- en fluitsignalen dat de kruispunten vrij zijn zodra het te begeleiden voertuig eroverheen rijdt.
CommandantDe commandant rijdt vlak voor het te begeleiden voertuig en dient als baken voor dat voertuig. De chauffeur van het voertuig volgt deze motorrijder. De commandant geeft ook via een mobilofoon door aan de rest van de motorrijders waar hij zich bevindt en wat de kleur is van een eventueel verkeerslicht dat hij nadert. Op deze manier kunnen de spitsers voorbereid zijn op onverwacht optrekkende voertuigen.
StaartrijdersHet doel van de staartrijders is om afstand te bewaren tussen het te begeleiden voertuig en het achteropkomend verkeer en aan te geven dat het verkeer weer kan gaan rijden. Bij een ambulancetransport rijden er geen staartrijders mee omdat ook de ambulance een voorrangsvoertuig is en die dus automatisch de functie van staartrijder vervult.